# Heaven's Bookstore
Pour plus de détails, voir Fiche technique et Distribution.
Heaven's Bookstore (天国の本屋〜恋火, Tengoku no honya - koibi) est un film japonais réalisé par Tetsuo Shinohara, sorti le 5 juin 2004.

## Synopsis
Un jeune pianiste, Kenta, avec une remarquable technique mais peu d'inspiration perd son travail dans l'orchestre. Désespéré, une pensée le traverse : il a complètement perdu de vue la raison pour laquelle il joue du piano. Qu'est-il arrivé à l'inspiration et à la passion qu'il tirait de la musique ? Un soir, un homme étrange dans une chemise hawaïenne propose à Kenta un emploi dans une librairie pour vendre et lire des livres. Pendant ce temps, Kanako espère faire renaître le festival pyrotechnique local, où elle avait l'habitude d'aller avec sa tante, une pianiste, chaque année. Elle va rendre visite à l'artisan local qui a abandonné cet art après un accident qui a fait perdre l'ouïe à sa fiancée. Les évènements feront que les chemins de toutes ces personnes cherchant l'amour perdu se croiseront.

## Fiche technique
- Titre : Heaven's Bookstore
- Titre original : 天国の本屋〜恋火 (Tengoku no honya - koibi)
- Réalisation : Tetsuo Shinohara
- Scénario : Kyoko Inukai et Tetsuo Shinohara, d'après les nouvelles de Hisaatsu Matsu et Wataru Tanaka
- Production : Hideshi Miyajima, Nozomu Enoki et Nobuyuki Toya
- Musique : Masataka Matsutoya et Yumi Matsutoya
- Photographie : Shogo Ueno
- Montage : Isao Kawase
- Pays d'origine : Japon
- Langue : japonais
- Format : Couleurs - 1,85:1 - Dolby Digital - 35 mm
- Genre : Drame, romance
- Durée : 111 minutes
- Date de sortie : 5 juin 2004 (Japon)

## Distribution
- Yoshio Harada : Yamaki
- Teruyuki Kagawa : Takomoto
- Yuko Takeuchi : Kanako Nagase / Shoko Hiyama
- Tetsuji Tamayama : Kenta Machiyama
- Karina : Yui
- Hirofumi Arai : Satoshi
- Kyōko Kagawa : Sachi Hiyama

## Récompenses
- Nomination au Gobelet d'or lors du Festival international du film de Shanghai 2004.